# 棟布拉德

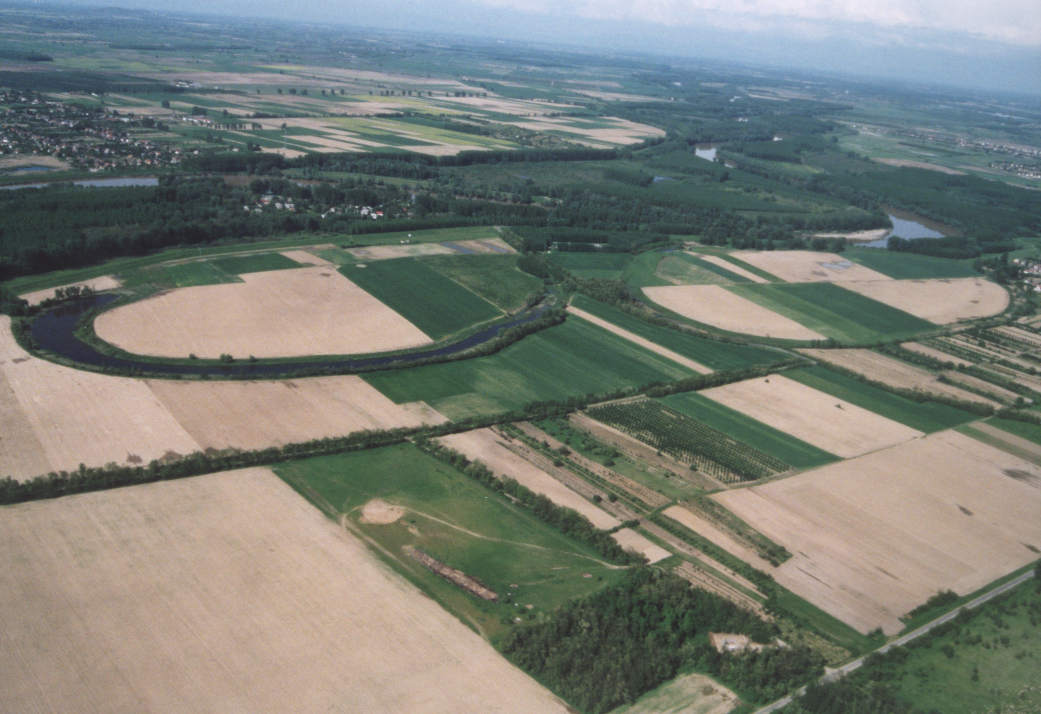

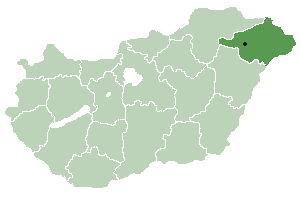

棟布拉德是匈牙利的城鎮，位於該國東北部，由索博爾奇-索特馬爾-貝拉格州負責管轄，面積51.84平方公里，2011年人口3,912，其中約七成居民信奉基督教。
48°14′N 21°56′E / 48.233°N 21.933°E